# تی‌آرتی ۴کی
تی‌آرتی ۴کی، کانال تلویزیونی Ultra HD است که توسط TRT در Türksat 3A تأسیس شده‌است. TRT 4K پخش آزمایشی را در ۱۹ فوریه ۲۰۱۵ آغاز کرد. این شبکه، اولین کانال رایگان 4K Ultra HD در ترکیه و اروپا است. TRT 4K از کدک HEVC (H.265) با وضوح 4K Ultra HD با ابعاد 3840p×2160p و ۵۰ فریم مترقی (کامل) استفاده می‌کند. رمزگذار صوتی آن Dolby Digital plus (E-AC-3) است (صدای ساراند ۷٫۱ کاناله). برخی برنامه‌های زنده از TRT 4K مانند لیگ قهرمانان اروپا، مسابقات قهرمانی اروپا یوفا و غیره پخش شد.